# Мэйсон, Джон (губернатор)
Джон Мэйсон (англ. John Mason; 1586 — 1635) — английский мореплаватель и колонизатор, основатель английской колонии Нью-Гэмпшир в Северной Америке на территории нынешних США.

## Биография
Родился в Кингс-Линн, Норфолк, Англия.
В 1610 году командовал небольшой вооружённой флотилией, посланной королём Яковом I, чтобы оказать помощь в подчинении Гебридских островов.
С 1615 по 1621 годы был губернатором английской колонии на северной стороне Концепшн-Бэй в Ньюфаундленде; он исследовал остров, создал первую английскую карту Ньюфаундленда (изданную в 1625 году) и описательный трактат под названием A Briefe Discourse of the New-Found-Land with the situation, temperature, and commodities thereof, inciting our nation to go forward in the hopefull plantation begunne (издан в Эдинбурге в 1620 году), чтобы популяризировать колонизацию острова шотландцами.
Тогда же он вступил в официальные переговоры с сэром Фердинандо Горджесом, на тот момент управляющим соседней колонии, чтобы урегулировать вопросы рыболовства у берегов Ньюфаундленда. В марте 1622 года Мэйсон получил от Совета по Новой Англии, в котором Горджес был самым влиятельным членом, право на территорию (который он назвал Мариана) между реками Наумкиг, или Салем, и Мерримак, и в августе следующего года он и Горджес вместе получили права на область между реками Мерримак и Кеннебек, простирающуюся на 60 миль вглубь острова.
С 1625 по 1629 годы Мэйсон был казначеем и кассиром английской армии во время войн, которые Англия вела против Испании и Франции. К концу 1629 года Мэйсон и Горджес согласовали разделение территории, управляемой ими совместно, и 7 ноября 1629 года Мэйсон получил от Совета отдельное право на управление территорией между Мерримаком и Пискэйтагуа, которую он отныне назвал Нью-Гэмпширом. Предполагая, что у реки Пискэйтагуа было устье в озере Шамплейн, Мэйсон с Горджесом и несколькими партнёрами 17 ноября 1629 года получили право на область, которую назвали Лаконией (очевидно, название происходило от большого числа озёр, которые, как они предполагали, здесь находились), установив её границы с озером Шамплей. Новая территория простиралась на 10 миль к востоку и югу от него и далеко на запад и северо-запад вместе с 1000 акров, которые были расположены вдоль некой удобной гавани, по-видимому — около устья Пискэйтагуа. В ноябре 1631 года Мэйсон и его партнёры получили от имени Пескатэуэя Гранта право на земли по обе стороны реки Пискэйтагуа, простиравшиеся на 30 миль вглубь острова.
Мэйсон стал членом Совета по Новой Англии в июне 1632 года и его вице-президентом в следующем ноябре. В 1635 году, когда партнёры решили разделить территорию между собой и сдать свои хартии, он определил как свои владения всю область между реками Наумкиг и Пискэйтагуа и заявил право на десять тысяч акров земли, названной Мэйсония, на западной стороне реки Кеннебек.
В октябре 1635 года он был назначен вице-адмиралом Новой Англии, но умер в начале декабря, не успев пересечь Атлантику. Был похоронен в Вестминстерском аббатстве. Спустя сорок четыре года после его смерти Нью-Хэмпшир был сделан королевской областью.